# بي إتش بي-جتك
بي إتش بي-جتك هي مجموعة من الارتباطات للغة بي إتش بي التي تسمح تطبيقات جتك+ واجهة مستخدم رسومية لكتابتها في البي إتش بي، بي إتش بي-جتك يوفر واجهة كائنية المنحى للإتصال بالفئات والدوال الخاصة بالجتك+.

## مثال
```
<?php

function
 
pressed
()

{

    
echo
 
"Hello again - The button was pressed!
\n
"
;

}

$window
 
=
 
new
 
GtkWindow
();

$button
 
=
 
new
 
GtkButton
(
'Click'
);

$window
->
set_title
(
'Hello World!'
);

$window
->
connect_simple
(
'destroy'
,
 
array
(
'Gtk'
,
 
'main_quit'
));

$button
->
connect_simple
(
'clicked'
,
 
'pressed'
);

$window
->
add
(
$button
);

$window
->
show_all
();

Gtk
::
main
();

?>

```